# Copaiba mopane
Copaiba mopane là một loài thực vật có hoa trong họ Đậu. Loài này được (J. Kirk ex Benth.) Kuntze mô tả khoa học đầu tiên năm 1891.